# Viktoras Justickis
Viktoras Justickis (* 17. April 1941 in Königsberg) ist ein litauischer Rechtspsychologe und Kriminologe, Professor am Lehrstuhl für Kriminologie der Rechtsfakultät der MRU-Universität.

## Leben
1964 absolvierte Viktoras Justickis das Diplomstudium der Philologie an der Universität Vilnius und arbeitete von 1965 bis 1967 als Lehrer in der Mittelschule Vievis. Seit 1967 studierte er in der Aspirantur am Institut für Philosophie, Soziologie und Recht an der Akademie der Wissenschaften Litauens, danach promovierte er in der Soziologie (1977) und arbeitete am Institut für Forensik als wissenschaftlicher Mitarbeiter (1975–1982), später als Dozent der Litauischen Polizeiakademie (1982) und anschließend ab 1990 als Professor und Leiter des Lehrstuhls für Psychologie  der MRU-Universität.
1990 habilitierte Viktoras Justickis in der Kriminologie und lehrte ab 1991 als Professor der Polizeiakademie. Seit 1982 lehrt Viktoras Justickis daneben auch Berufsethik und Ethik der Psychologie am Lehrstuhl für Psychologie, Kriminologie am Rechtsinstitut der MRU, Kriminologie am Institut für Recht der VDU-Universität (Vytautas-Magnus-Universität Kaunas). Zu seinen Lehrfächern gehören Rechtspsychologie, Kriminologie, Innovationspsychologie, Steuerverwaltungspsychologie. Seine Forschungsinteressen sind Rechtspsychologie, Mathematische Psychologie, Kriminologie und Data-Mining.

## Publikationen
- mit Gintautas Valickas: Procedūrinis teisingumas Lietuvos kriminalinėje justicijoje.
- Kriminologija. I dalis. Kriminologie. Teil 1.
- Kriminologija. II dalis. Kriminologie. Teil 2.